# HD 3167
HD 3167, o K2-96, è una stella nana arancione situata nella costellazione dei Pesci a 154,5 anni luce di distanza dal sistema solare. Nel sistema planetario di HD 3167 sono stati scoperti quattro pianeti extrasolari, la cui peculiarità è la grande inclinazione tra le orbite di due pianeti in uno stesso sistema, con il più interno che ha un'orbita equatoriale e almeno un altro in un'orbita polare.

## Caratteristiche
HD 3167 è una stella un po' meno massiccia del Sole, di tipo spettrale K0, con una temperatura superficiale di circa 5300 kelvin. Appare una stella tranquilla senza nessuna variabilità significativa ed è priva di un'attività cromosferica  rilevante.
La rotazione della stella mostra una velocità relativamente bassa, di circa 1,7 km/s. La sua metallicità, ovvero la proporzione di elementi diversi da idrogeno ed elio nella sua atmosfera è simile a quella del Sole.
Ha un moto proprio relativamente elevato, in quanto attraversa la sfera celeste al ritmo di 0,204″ all'anno. Da quando è stato fotografata per la prima volta durante il Palomar Sky Survey dell'Osservatorio di Monte Palomar nel 1953, si è spostato di oltre 12,5″ nel 2017.

## Sistema planetario
Nel 2016, i dati raccolti durante la missione estesa K2 del telescopio spaziale Kepler sono stati utilizzati per identificare due candidati esopianeti in transito in orbita attorno alla stella, designati HD 3167 b e HD 3167 c. Ciò la rese una delle stelle a transito multiplo più vicine e luminose conosciute all'epoca. La mancanza di attività cromosferica la rende ideale per misurazioni precise della velocità radiale necessarie per stimare le masse dei suoi pianeti. Le successive osservazioni hanno mostrato ulteriori segnali di perturbazione oltre ai due pianeti già identificati. Ciò ha portato alla scoperta nel 2017 di un terzo pianeta non in transito, designato HD 3167 d.
Un team di ricercatori guidato dall’osservatorio di Ginevra ha studiato l’effetto Rossiter-McLaughlin in questo sistema planetario mirando ad analizzare contemporaneamente i profili delle righe osservate dalle regioni della fotosfera stellare occultate da tutti gli esopianeti transitanti del sistema, possibilmente combinando osservazioni dei vari transiti ottenuti con strumenti diversi. Così le osservazioni sono state effettuate con lo spettrografo ESPRESSO del Very Large Telescope per HD 3167 b, con lo spettrografo HARPS-N del TNG per HD 3167 c e il telescopio spaziale CHEOPS ha permesso di conoscere il tempo di transito con una precisione superiore al minuto. 
Dallo studio è trapelata la grande inclinazione tra le orbite dei due pianeti, quasi perpendicolari, con HD 3167 b equatoriale e HD 3167 c polare. La complessa geometria testimonia un’evoluzione del sistema influenzata da un quarto pianeta, poi confermato nel 2022, o dall’interazione con un’altra stella e HD 3167 b, avendo l’orbita più interna, ha conservato l’orbita primordiale del disco protoplanetario.
Sotto, un prospetto del sistema di HD 3167
| Pianeta | Tipo        | Massa               | Raggio  | Periodo orb.   | Sem. maggiore | Eccentricità | Incl. orbita | Scoperta |
| ------- | ----------- | ------------------- | ------- | -------------- | ------------- | ------------ | ------------ | -------- |
| b       | Super Terra | 4,97+0,24 −0,23 M⊕  | 1,67 r⊕ | 0,96 giorni    | 0,01796 au    | 0            | 83,4 gradi   | 2016     |
| d       | Super Terra | ≥4,33±0,45 M⊕       | —       | 8,41 giorni    | 0,0763 au     | <0,12        | —            | 2017     |
| c       | Mininettuno | 11,13+0,78 −0,74 M⊕ | 3,0 r⊕  | 29,8454 giorni | 0,1795 au     | <0,06        | 89,3 gradi   | 2017     |
| e       | Mininettuno | ≥8,41±1,02 M⊕       | —       | 96,63 giorni   | 0,3885 au     | <0,15        | —            | 2022     |